# 샘 토런스

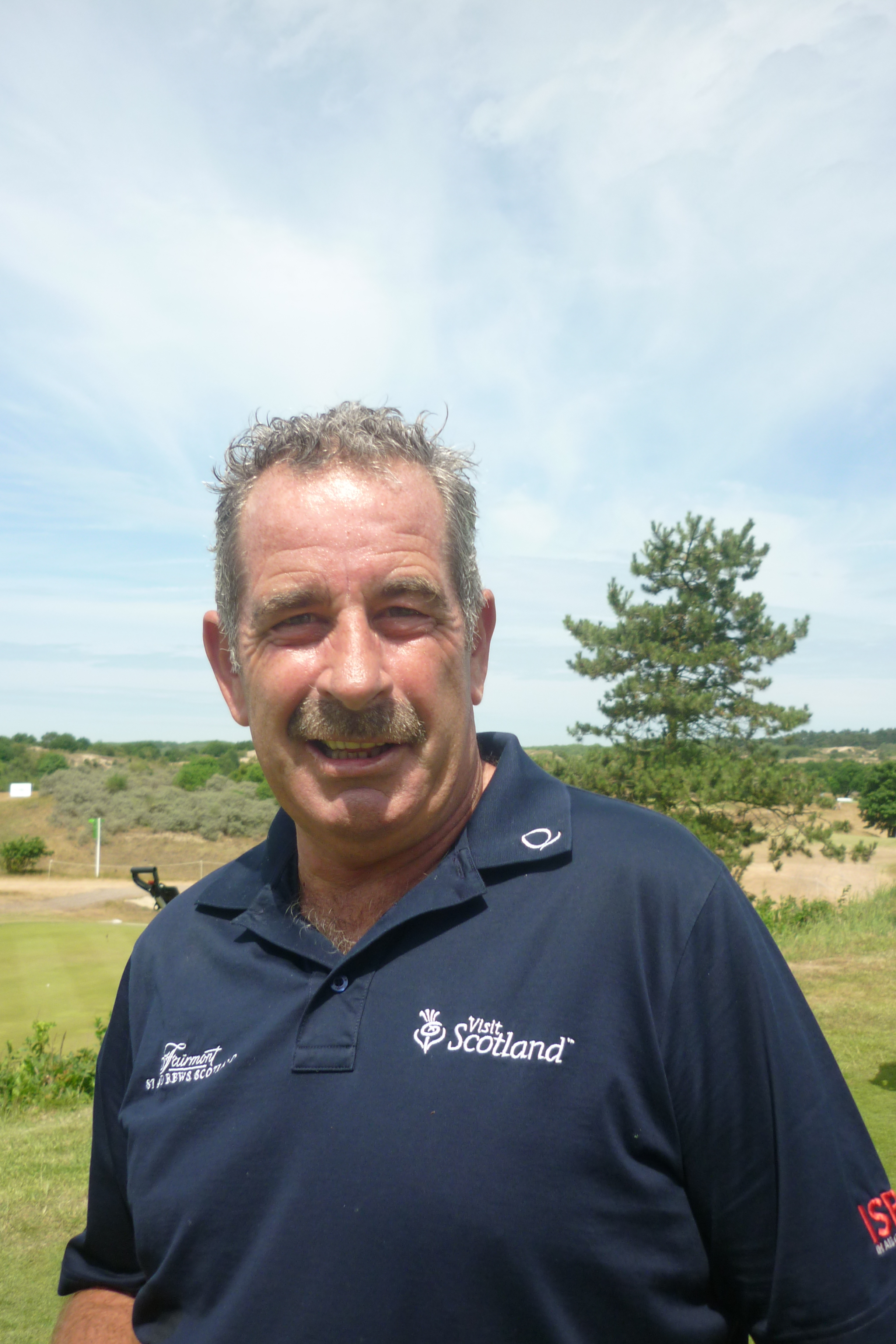
2010년의 샘 토런스

샘 토런스(영어: Sam Torrance, OBE, 1953년 8월 24일 ~ )는 영국 스코틀랜드의 골프 선수이다.

## 서훈
- 1996년 대영 제국 훈장 5등급(MBE)[1]
- 2003년 대영 제국 훈장 4등급(OBE)[2]